# Tentyriini
Tribu
Synonymes
- Himatismini
- Tentyriidae Solier, 1835

Les Tentyriini sont une tribu de coléoptères de la famille des Tenebrionidae et de la sous-famille des Pimeliinae.

## Genres
Anatolica - Archinamaqua Archinamibia - Calyptopsis  - Dailognatha - Dichomma - Eulipus - Freudeia Hegeter - Melanochrus - Melaxumia - Mesostena Microdera - Orostegastopsis Oxycara - Oxycarops - Pachychila - Paivaea - Psammocryptus - Scythis - Stegastopsis Tentyria - Tentyrina